# Morone americana
A Morone americana a sugarasúszójú halak (Actinopterygii) osztályának sügéralakúak (Perciformes) rendjébe, ezen belül a Moronidae családjába tartozó faj.
Nemének a típusfaja.

## Előfordulása
A Morone americana előfordulási területe az észak-amerikai kontinens keleti felén, valamint az Atlanti-óceán északnyugati peremén van. A québeci Szent Lőrinc-folyótól délre egészen a georgiai Savannah folyóig található meg. A legnyugatibb állományai Colorado államban élnek; bár ezek valószínűleg betelepítettek. Az ember a Felső-tó kivételével betelepítette a Nagy-tavakba és az Ohio-Missouri-Mississippi-vízrendszerbe.

## Megjelenése
Ez a hal általában 13,5 centiméter hosszú, azonban 58 centiméteresre és 2,7 kilogrammosra is megnőhet.

## Életmódja
Mérsékelt övi halfaj, amely egyaránt megél a sós-, brakk- és édesvízben is. Legalább 10 méter mélyen él, általában a mederfenék közelében. Anadrom halként az édesvizekbe úszik ívni; bár állományainak nagy része kizárólag édesvízi. Nincs méregmirigye.
Legfeljebb 16 évig él.

## Felhasználása
A halászata nem jelentős, de azért létezik. Főleg a sporthorgászok kedvelik. A városi akváriumokban látható.

## Képek

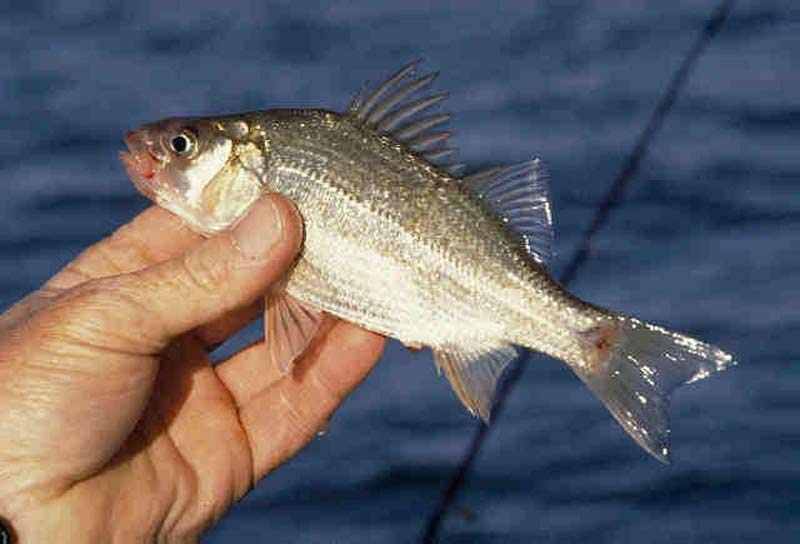
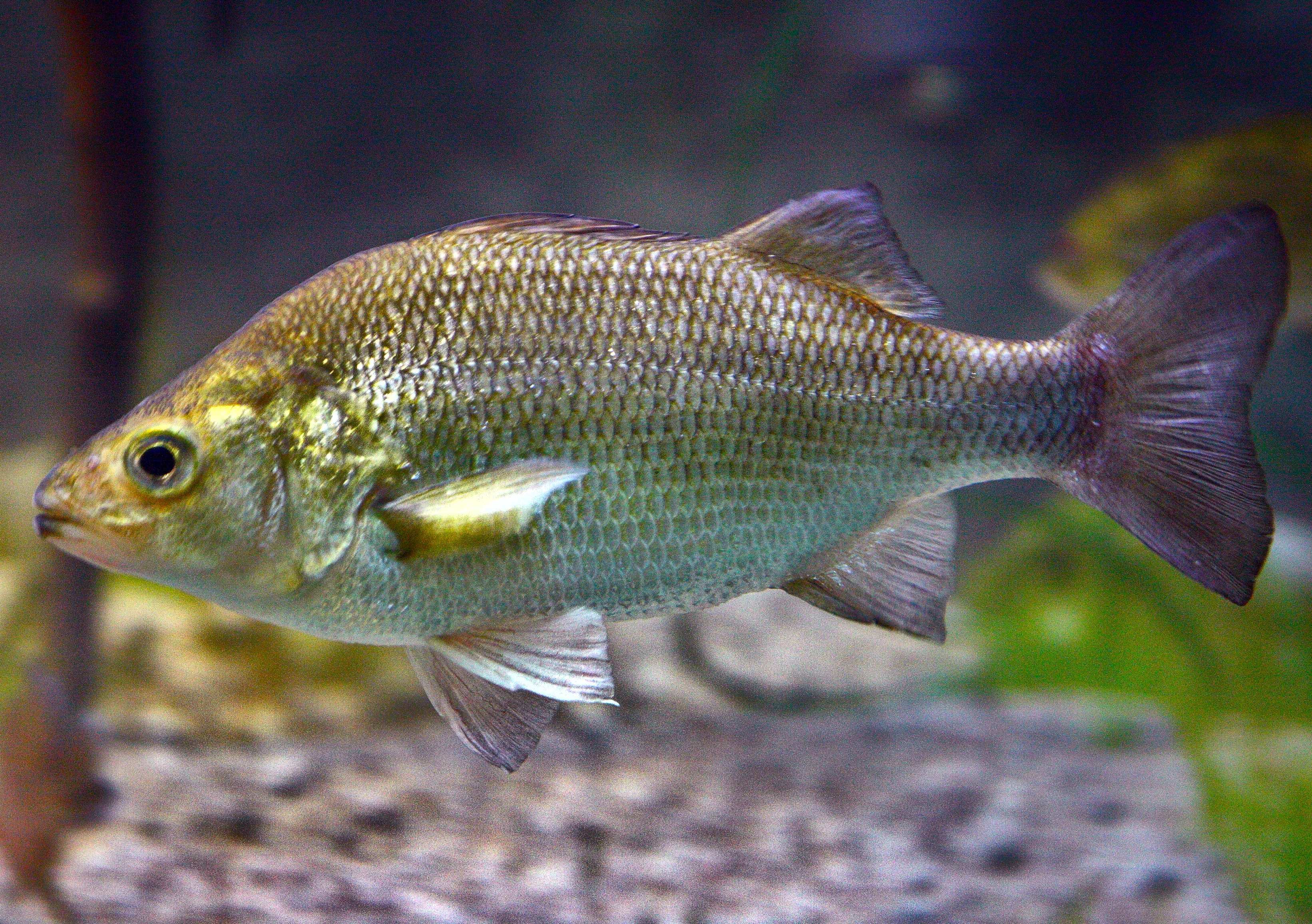
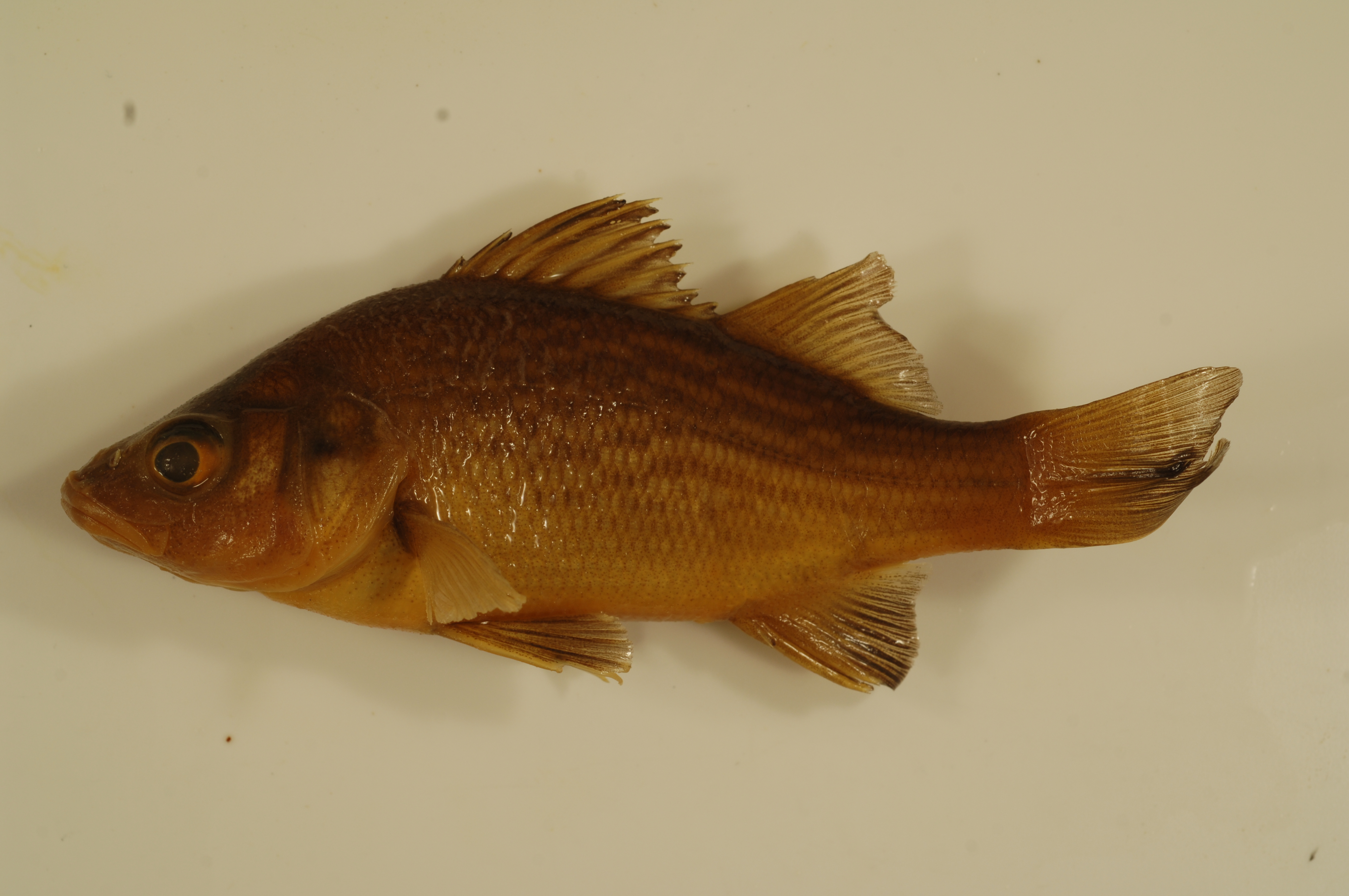
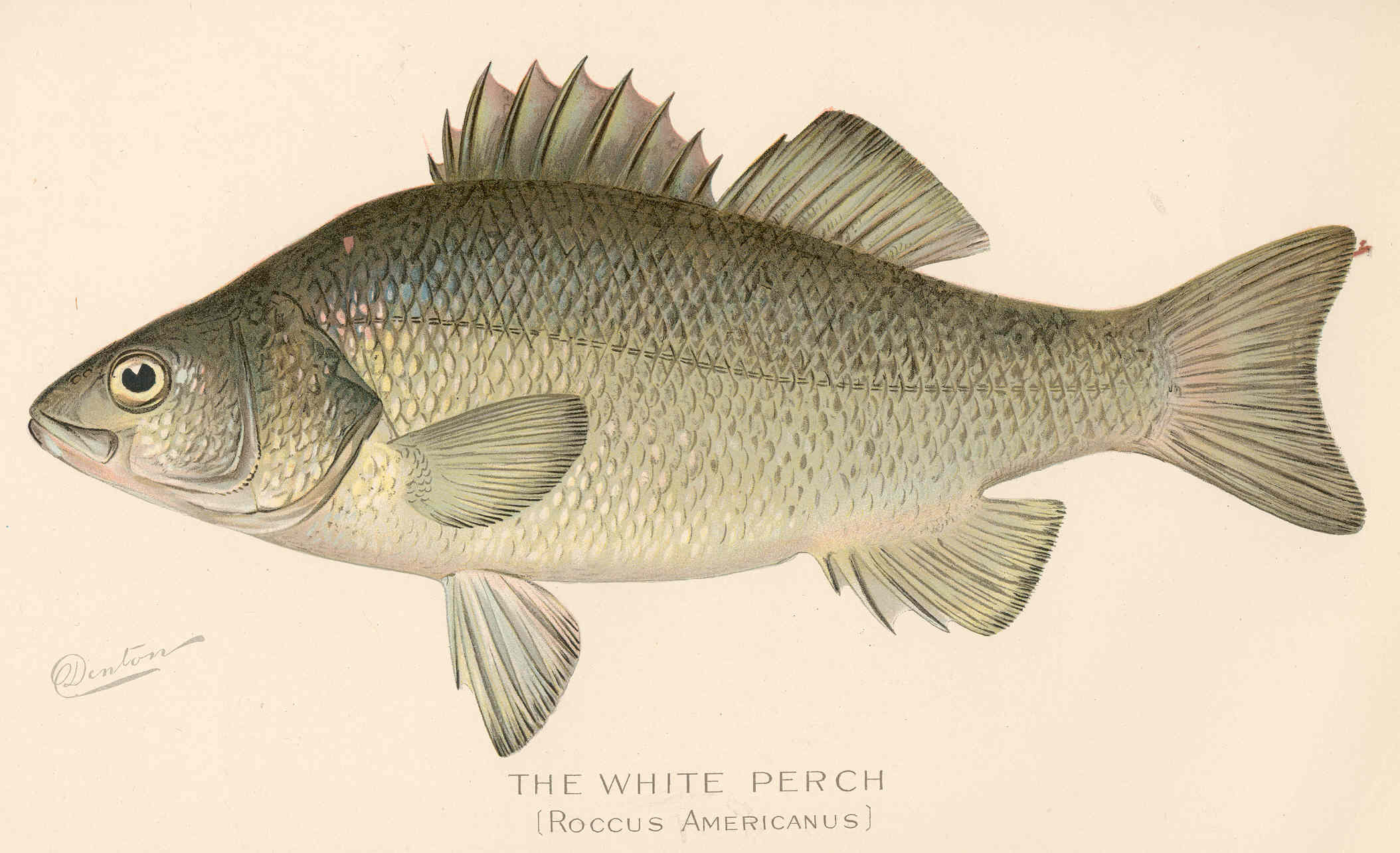